# رايموند إتش كولي
رايموند إتش كولي (بالإنجليزية: Raymond H. Cooley)‏ هو عسكري أمريكي، ولد في 7 مايو 1916 في دنلاب في الولايات المتحدة، وتوفي في 12 مارس 1947 في ساوث بيتسبورغ في الولايات المتحدة.